# Lumosity
Люмосити (англ. Lumosity) – это онлайн-программа c играми, которые помогают развивать память, внимание, когнитивную гибкость, скорость вычислений и решения проблем. 

## Описание
Программа представляет набор флеш-игр, которые помогают развивать когнитивные функции. После регистрации пользователь выбирает те навыки, которые он хочет развивать в первую очередь, и из этого для него формируется персональная программа тренировок. Также можно выбрать разный уровень сложности и категории, что позволяет устанавливать удобный темп, постепенно совершенствуя свои показатели.
Основная идея проекта в том, чтобы через игру вовлечь пользователя в процесс ежедневного обучения. Ежедневное обучение наиболее предпочтительно, так как систематические занятия позволяют достичь наиболее положительных результатов. 

## История
Компанию Lumos Labs основали в 2005 году исполнительный директор Кунал Саркар, главный научный сотрудник Майкл Скалон и технический директор Дэвид Дресчер.  Lumosity.com запущен в 2007 году и по состоянию на январь 2015 года насчитывает 70 миллионов пользователей.  

## Финансирование
В 2007 году компания привлекла $ 400 000 капитала от инвесторов-ангелов , серии A в размере 3 миллионов долларов США от Harrison Metal Capital, FirstMark Capital и Norwest Venture Partners в 2008 году,  серии C в размере 32,5 миллиона долларов США под руководством Menlo Ventures,  и серией D в размере 31,5 млн. долл. США под руководством Discovery Communications с участием существующих инвесторов. 

## Эффективность и правовая история
5 января 2016 года Lumos Labs согласилась выплатить Федеральной комиссии по торговле США компенсацию в размере 50 миллионов долларов США (сокращено до 2 миллионов долларов США при условии финансовой проверки) в связи с исками о ложной рекламе их продукта. Комиссия установила, что маркетинг Lumosity «охотится на страхи потребителей по поводу возрастного когнитивного снижения, предполагая, что их игры могут предотвратить потерю памяти, слабоумие и даже болезнь Альцгеймера», не предоставив при этом никаких научных доказательств в поддержку своих утверждений. Компании было приказано не делать никаких заявлений о том, что ее продукция может «улучшить показатели в школе, на работе или в легкой атлетике» или «задержать или вовсе защитить от возрастного снижения памяти или других когнитивных функций, включая умеренное когнитивное нарушение, деменцию или болезнь Альцгеймера» или «уменьшить когнитивные нарушения, вызванные состоянием здоровья, включая синдром Тернера, посттравматическое стрессовое расстройство (ПТСР), синдром дефицита внимания и гиперактивности (СДВГ), черепно-мозговую травму (ЧМТ), инсульт или побочные эффекты химиотерапии» , без «компетентных и надежных научных доказательств».   
Утверждение о том, что тренировка памяти помогает людям улучшать когнитивные функции, не имеет достаточных медицинских доказательств. 